# جون مور أليسون
جون مور أليسون (بالإنجليزية: John Moore Allison)‏ هو دبلوماسي أمريكي، ولد في 7 أبريل 1905 في هولتون في الولايات المتحدة، وتوفي في 28 أكتوبر 1978 في هونولولو في الولايات المتحدة.

## وصلات خارجية
- جون مور أليسون على موقع مونزينجر (الألمانية)
- جون مور أليسون على موقع إن إن دي بي (الإنجليزية)